# أيين كوريهارا
أيين كوريهارا (باليابانية: 栗原文音؛ بالكانا: くりはら あやね) هي لاعبة كرة الريشة يابانية، ولدت في 27 سبتمبر 1989 في كيتاكيوشو في اليابان.

## وصلات خارجية
- أيين كوريهارا على موقع BWF.tournamentsoftware.com (الإنجليزية)
- أيين كوريهارا على موقع BWFbadminton.com (الإنجليزية)
- أيين كوريهارا على موقع اللجنة الأولمبية الدولية (الإنجليزية)
- أيين كوريهارا على موقع أوليمبيديا (الإنجليزية)